# Kuh-e Chuk Shakh
Kuh-e Chuk Shakh är ett berg i Afghanistan. Det ligger i provinsen Badakhshan, i den nordöstra delen av landet, 300 kilometer nordost om huvudstaden Kabul. Toppen på Kuh-e Chuk Shakh är 5 467 meter över havet. Närmaste större samhälle är Ishkashim, 16 kilometer sydost om Kuh-e Chuk Shakh.